# Terceiro Consistório Ordinário Público de 1877

## Cardeais Eleitores
| Nº                 | País               | Nome               | Idade              | Cargo                       | Título ou Diaconia                       |
| Cardeais eleitores | Cardeais eleitores | Cardeais eleitores | Cardeais eleitores | Cardeais eleitores          | Cardeais eleitores                       |
| ------------------ | ------------------ | ------------------ | ------------------ | --------------------------- | ---------------------------------------- |
| 1                  | Itália             | Vincenzo Moretti   | 62                 | Arcebispo de Ravena         | Cardeal-presbítero de Santa Sabina       |
| 2                  | Itália             | Antonio Pellegrini | 65                 | Decano de Câmara Apostólica | cardeal-diácono de Santa Maria em Aquiro |

## Link Externo
- «Catholic Hierarchy» (em inglês)